# Karl Borromäus von Miltitz

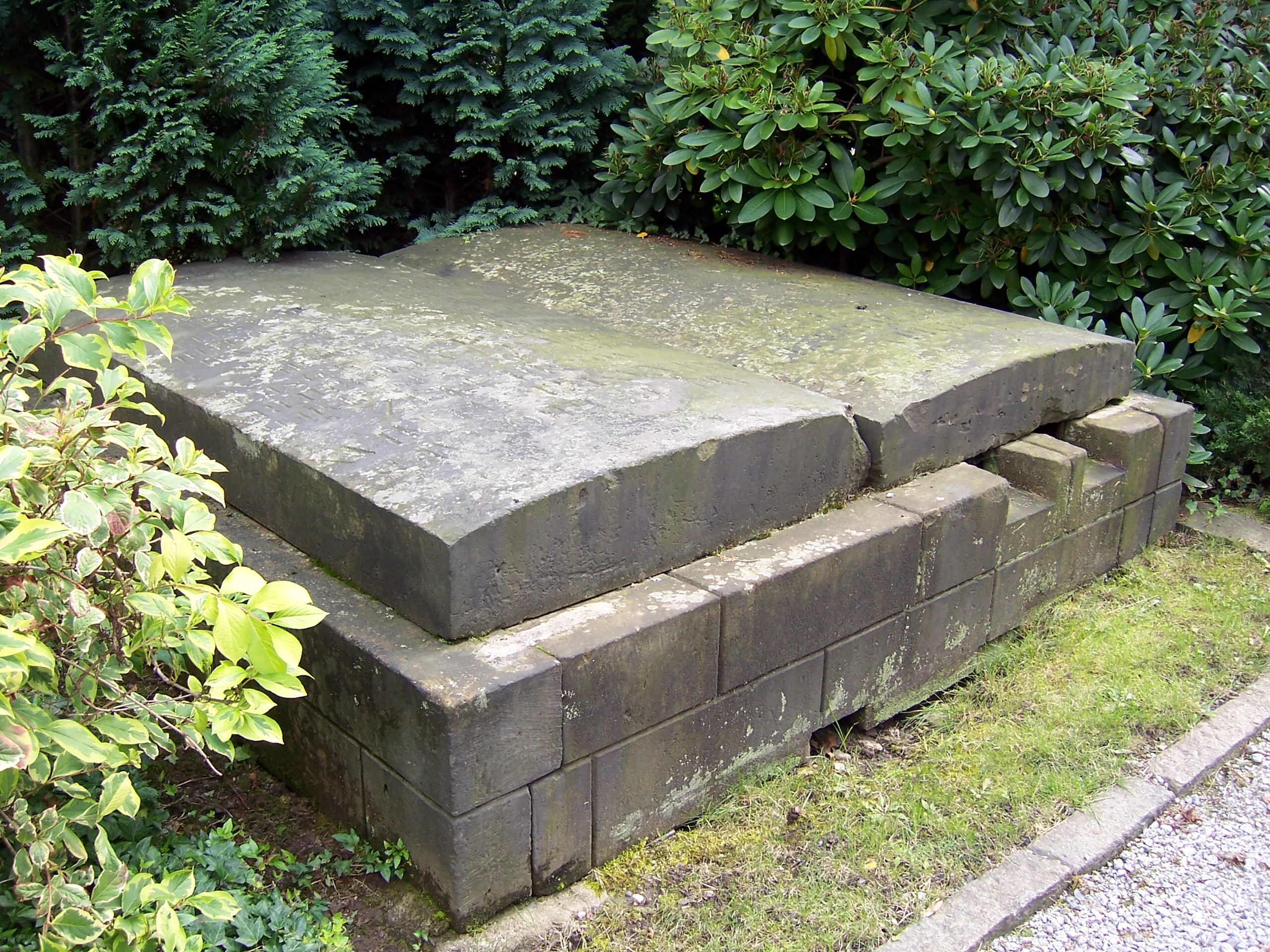
Grab von Karl Borromäus von Miltitz auf dem Alten Katholischen Friedhof in Dresden.

Karl Borromäus von Miltitz (* 9. November 1781 in Dresden; † 19. Januar 1845 ebenda) war deutscher Dichter, Komponist und Musikschriftsteller.

## Leben und Werk
Miltitz gehörte zur sächsischen Familie von Miltitz. 1797 trat er in die sächsische Armee ein. Schon bald beschäftigte er sich während des Garnisonlebens intensiv mit Musik und Literatur, lernte ab 1802 in Dresden bei Christian Ehregott Weinlig und Joseph Schuster Komposition. Später trat er der Schweizergarde bei, doch beendete er 1810 seine Militärlaufbahn um nach Heirat mit Auguste geb. von Watzdorf 1812 auf das Schloss Scharfenberg bei Meißen zu ziehen. 1813/1814 nahm er an den Befreiungskriegen teil. In den Jahren auf Schloss Scharfenberg (bis 1824) pflegte er intensive Kontakte zu künstlerischen Gesinnungsgenossen im so genannten Scharfenberger Kreis, darunter mit Friedrich de la Motte Fouqué, Johann August Apel und dem Dresdner Maler Moritz Retzsch. 1824 wurde Miltitz in Dresden Oberhofmeister des sächsischen Prinzen Johann von Sachsen (1801–1873, ab 1854 König), während seine Frau Auguste Oberhofmeisterin der Kronprinzessin Amalie (1801–1877) war. Miltitz komponierte 8 Opern, Singspiele, ein Oratorium, Messen, Lieder und Kammermusik, darunter Der Türkische Arzt (Dresden 1832), Saul (ebd. 1833), Der Condottiere (ebd. 1836), Czerny Georg (ebd. 1839). Sein Œuvre ist umfangreich, aber das Wenigste davon erschien im Druck. Als Rezensent der Allgemeinen Musikalischen Zeitung sowie als Dichter von Novellen machte er sich einen Namen.

## Dokumente
Briefe von Karl Borromäus von Miltitz befinden sich im Bestand des Leipziger Musikverlages C. F. Peters im Staatsarchiv Leipzig und in der Sächsischen Landesbibliothek – Staats- und Universitätsbibliothek Dresden. In der Musikabteilung der SLUB Dresden wird auch sein kompositorischer Nachlass aufbewahrt.